# Mandarina Duck
Mandarina Duck is een Italiaans modemerk gevestigd in Cadriano di Granarolo (Bologna). Het is gespecialiseerd in lederwaren en reisartikelen: handtassen, valiezen, aktetassen, rugzakken, portefeuilles, beautycases enz. Er zijn later ook zonnebrillen, parfums en horloges bij gekomen die de merknaam Mandarina Duck dragen, en in 2007 ook een mobiele telefoon. De naam verwijst naar de mandarijneend. Het bedrijfslogo bevat een gestileerde kop van de mandarijneend.

## Geschiedenis
De firma is opgericht in 1977 door Paolo Trento en Pietro Mannato. Ze heette aanvankelijk Finduck, Mandarina Duck was de merknaam van haar producten. Finduck Group was de holding boven Finduck. De eerste collectie, "Utility", viel op met fel gekleurde plastic rugzakken. 
Vanaf 1991 breidde het merk internationaal uit. Het opende filialen in Spanje, Frankrijk, Duitsland, het Verenigd Koninkrijk en Japan en verkooppunten in vele landen. De Parijse flagship store uit 2000 werd ontworpen door NL Architects en Droog Design; die in Londen in 2002 door Marcel Wanders.
In 2006 startte het merk een samenwerking met de ontwerper Yohji Yamamoto die resulteerde in de collectie "Y's Mandarina".
In 2008 kocht Antichi Pellettieri, onderdeel van de Mariella Burani Fashion Group, Finduck over van de Finduck Group voor 36,9 miljoen euro. Het bedrijf had toen een schuldenlast van bijna 19 miljoen euro.
In 2011 kocht de grote Koreaanse retailer E. Land World Company het nog steeds in financiële moeilijkheden verkerende merk over van Antichi Pellettieri. De omzet bedroeg in dat jaar 31 miljoen euro; in 2007 was dat nog 67 miljoen. Christopher Bizzio werd de nieuwe CEO. De volgende twee jaar werd er een grondige herstructurering doorgevoerd. In 2013 opende het bedrijf een nieuwe flagship store in Milaan, en in 2014 werd de Duitser Dirk Vosswinkel aangesteld als nieuwe CEO. Vosswinkel had vroeger het Duits filiaal van Mandarina Duck geleid en had ook gewerkt voor Guess en Samsonite.